# Wolfgang Feneberg
Wolfgang Feneberg (Monaco di Baviera, 31 maggio 1935 – Norimberga, 8 marzo 2018) è stato un gesuita e teologo tedesco.
Era un cattolico tedesco, in seguito un teologo evangelico luterano del Nuovo Testamento, ex gesuita e parroco della chiesa evangelica luterana in Baviera e professore.

## Vita
Dopo aver studiato filosofia e teologia cattolica, Feneberg ha continuato un dottorato in teologia del Nuovo Testamento. Ha completato il corso di pedagogia Magister (Mag. Ped.).
Nel 1977 Feneberg iniziò come insegnante di "Introduzione ed Esegesi del Nuovo Testamento" nella Scuola di Filosofia di Monaco, e lavorò dopo aver lasciato l'ordine dei Gesuiti come pastore nel volontariato nella Chiesa evangelica luterana in Baviera, continua nelle Scuole Bibliche nell'Università di Erlangen-Norimberga, l'Università tedesca in Armenia (Professore di Nuovo Testamento e Studi ebraici), e come Vice Presidente e Presidente dell'Accademia di San Paolo.
Ha pubblicato su vari temi della teologia del Nuovo Testamento e della Spiritualità Ignaziana, ed è stato attivo in ritiro accompagnato e direzione spirituale.